# Sergio Claudio Perroni
Sergio Claudio Perroni (Milano, 2 gennaio 1956 – Taormina, 25 maggio 2019) è stato uno scrittore, curatore editoriale, drammaturgo, critico letterario, traduttore e dialoghista italiano.

## Biografia
Nato a Milano, figlio dell'avvocato siciliano Alberto Perroni, fondatore della Ciappazzi, il primo stabilimento di imbottigliamento di acque minerali in Sicilia. Parente di Guglielmo Jannelli, firmatario del Manifesto futurista in Sicilia.
Ha vissuto a Milano, Firenze, poi a Roma fino alla fine degli anni ottanta, per poi trasferirsi definitivamente a Taormina. 

È morto suicida a Taormina, le prime notizie affermavano che fosse malato, ma una successiva comunicazione della sua casa editrice lo ha escluso. La lettera di Elisabetta Sgarbi infatti precisa: 
 Era sposato dal 2018 con Cettina Caliò, poetessa e traduttrice siciliana.

## Attività letteraria
Perroni ha fondato una sua agenzia letteraria-editoriale, lo Studio Perroni & Morli. In questa sua veste ha svolto la sua attività di editor per molti autori, fra i quali: Sandro Veronesi dal 1995 al 2005, Pietrangelo Buttafuoco, Vittorio Sgarbi e Camilla Baresani. Tra i libri da lui curati: Caos calmo di Sandro Veronesi e Le uova del drago di Pietrangelo Buttafuoco Fughe da fermo di Edoardo Nesi. 
Per anni ha curato su Il Foglio la rubrica di stroncature letterarie Poetastri, poi confluito sul sito internet poetastri.com.
Perroni ha pubblicato il suo primo romanzo Non muore nessuno nel 2007 per Bompiani. In Renuntio vobis del 2015, ha considerato la crisi del papa utilizzando versetti del Vecchio e del Nuovo Testamento, mentre nell'opera Nel ventre prova a pensare a ciò che è potuto accadere dentro il cavallo di Troia. Nel ventre è stato anche tradotto in francese per Gallimard (Dans le ventre).
Per i tipi de La nave di Teseo è uscito nel 2016 Il principio della carezza, mentre del 2018 è Entro a volte nel tuo sonno, opera scritta, secondo la definizione di Sandro Veronesi, in una "prosa poetica". Il volume nel 2018 ha vinto il Premio Cavallini per la narrativa e la poesia, 
L'ultimo libro pubblicato prima della sua morte è stato, nel 2019, La bambina che somigliava alle cose scomparse con le illustrazioni di Leila Marzocchi. 
Il 28 maggio del 2020 è uscito il suo romanzo postumo L'infinito di amare (Due vite, una notte) edito sempre da La nave di Teseo. "L'infinito di amare è uno strano romanzo in cui succedono solo i pensieri di due amanti al risveglio" scrive Sergio Claudio Perroni nella mail inviata al suo editore, il 22 maggio 2019, a notte fonda, tre giorni prima di morire" (dalla prefazione de L'infinito di amare).
Ha diretto la collana FAQ Books Bompiani. 
È stato tra i fondatori della casa editrice La nave di Teseo, insieme, tra gli altri, a Sandro Veronesi, Elisabetta Sgarbi e Umberto Eco.

## Traduzioni
Perroni è stato un traduttore sia dall'inglese sia dal francese.
Ha firmato le traduzioni sia con il suo vero nome sia con lo pseudonimo di Vincenzo Vega, dal nome del personaggio interpretato da John Travolta nel film Pulp Fiction di Quentin Tarantino.
Quanto alle traduzioni dall’inglese, uno dei suoi lavori più importanti è stata la nuova traduzione della versione integrale di Furore di John Steinbeck nel 2013. Si tratta della prima traduzione senza i tagli imposti dalla censura che contraddistinguevano invece la prima traduzione italiana di Carlo Coardi per Bompiani risalente al 1940.
Sempre dall’inglese ha tradotto i libri di Joel Dicker (tutti con lo pseudonimo di Vincenzo Vega) e, fra i molti, alcune opere di James Ellroy, Patricia Highsmith, Joyce Carol Oates. Dorothy Porter, David Forster Wallace, Jay McInerney, Pat Conroy. Sue anche le traduzioni di Edward Carey, il quale ha scritto un articolo in occasione della scomparsa di Perroni, affermando che "con Perroni sapevo che [i miei libri] erano in eccezionali buone mani".
Quanto alla lingua francese, Perroni ha tradotto quasi tutti i libri di Michel Houellebecq. Le traduzioni sono in parte firmate con il suo nome, in parte con lo pseudonimo Vincenzo Vega.
Oltra a Houellebecq ha tradotto dal francese autori come Albert Camus, Edouard Levé, Maxence Fermine, Denis Lachaud, Yasmina Reza, e Michel Butor. In un'intervista del 2007 ha dichiarato: «Come traduttore credo che la mia maggior soddisfazione sia stata aver convinto un editore ad acquistare i diritti di un bellissimo romanzo degli anni cinquanta e a sobbarcarsi i costi di una nuova traduzione: mi riferisco a La modificazione di Michel Butor, che Fandango libri ha appena pubblicato dando finalmente la possibilità ai lettori italiani di apprezzare un capolavoro del Novecento».

## Adattamenti e altre attività
Perroni ha curato per il teatro l'adattamento di Don Chisciotte per lo spettacolo !Viva Don Chisciotte!, interpretato da Gigi Proietti e Come spiegare la storia del comunismo ai malati di mente dal testo di Matéi Visniec. 
Nel 2011, il suo Il tredicesimo punto, sulla figura di Nilde Iotti analizzata attraverso il racconto di se stessa (adattamento del suo libro Leonilde. Storia eccezionale di una donna normale), ha debuttato al Festival di Spoleto con l’interpretazione di Michela Cescon e la regia di Roberto Andò.
Per il cinema ha curato l'adattamento dei dialoghi dei seguenti film: Trixie (distribuito da Fandango), Memento, E morì con un felafel in mano, e ha tradotto in italiano la sceneggiatura di Quentin Tarantino, Jackie Brown. 
Per alcuni anni ha organizzato a Taormina una rassegna letteraria (Ottobre di Taormina), invitando personaggi di spicco fra i quali Vittorio Sgarbi e Gesualdo Bufalino.
Ha partecipato alla sceneggiatura del film Racconti d'amore, di Elisabetta Sgarbi, presentato al Festival di Roma del 2013.

## Opere
- La testa nella sabbia, Officine grafiche Sicania, 1974
- Non Muore Nessuno, Bompiani, 2007
- Raccapriccio, mostri e scelleratezze della stampa italiana, Aliberti Editore, 2007
- Leonilde. Storia eccezionale di una donna normale, Bompiani, 2010
- Nel ventre, Bompiani, 2013
- Renuntio vobis, Bompiani, 2015
- Il principio della carezza, La nave di Teseo, 2016
- Smash. 15 racconti di tennis, con il racconto In seguito. Pirìlìm-pòmpom, La nave di Teseo, 2016
- Entro a volte nel tuo sonno, La nave di Teseo, 2018
- La bambina che somigliava alle cose scomparse, La nave di Teseo, 2019
- Entro a volte nel tuo sguardo. Le fotografie di Sergio Claudio Perroni, Fondazione Elisabetta Sgarbi, 2019
- L'infinito di amare (Due vite, una notte), La nave di Teseo, 2020

## Riconoscimenti
- Premio Cavallini 2018: premio speciale per la narrativa e la poesia per Entro a volte nel tuo sonno